# Johann Jakob Rambach (Mediziner)
Johann Jacob Rambach, auch Johann Jacob Rambach (* 30. August 1772 in Quedlinburg; † 2. Februar 1812 in Hamburg) war ein deutscher Mediziner.

## Leben

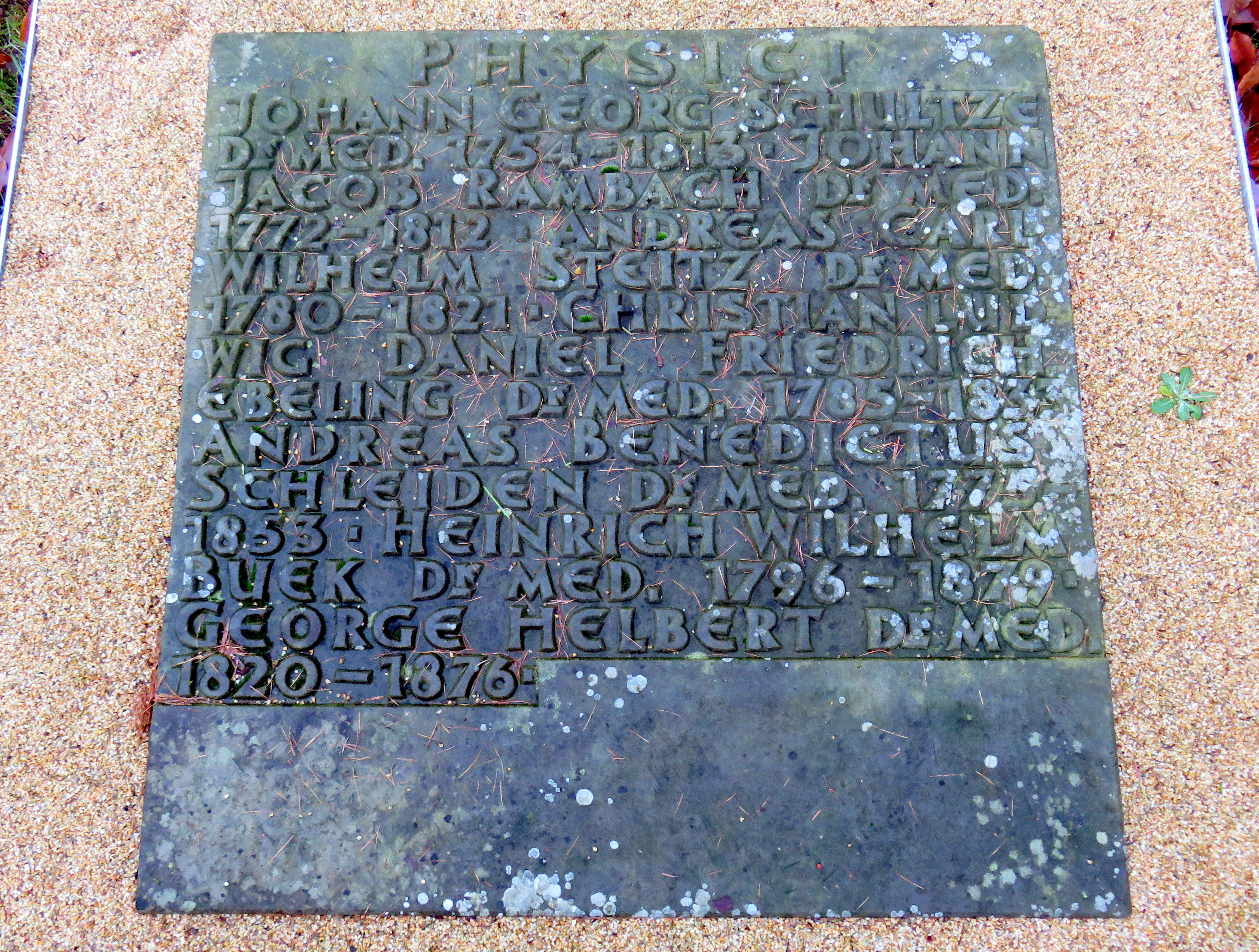
Johann Jacob Rambach Dr. med. 1772-1812, Sammelgrabplatte Physici, Friedhof Ohlsdorf

Johann Jacob Rambach war der zweite Sohn des Theologen Johann Jakob Rambach (1737–1818) und dessen Ehefrau Marie Juliane Louise Boysen (1745–1773). Er besuchte die Gelehrtenschule in Quedlinburg und studierte dann in Halle Medizin, wo er 1792 promoviert wurde. Danach eröffnete er in Hamburg eine medizinische Praxis. 1801 veröffentlichte er das vielbeachtete Werk Versuch einer physischen und medicinischen Beschreibung von Hamburg. 1802 wurde Rambach auch Vorsteher einer Rettungsanstalt für Ertrunkene. 1804 wählte ihn der Hamburger Senat zum Physikus. Er starb an „hitzigem Nervenfieber“.
Der Theologe August Jacob Rambach und der Philologe Friedrich Eberhard Rambach waren Brüder von Johann Jakob.
Auf dem Ohlsdorfer Friedhof wird auf der Sammelgrabplatte Physici des Althamburgischen Gedächtnisfriedhofs unter anderen an Johann Jakob Rambach erinnert.

## Werke
- Versuch einer physisch-medizinischen Beschreibung von Hamburg.  Carl Ernst Bohn, Hamburg 1801, Digitalisat